# Hans Mayer-Wegelin
Hans Mayer-Wegelin (* 27. August 1897 in Straßburg; † 17. September 1983 in Wolfenbüttel) war ein deutscher Forstwissenschaftler und Hochschullehrer.

## Leben
Mayer-Wegelin wurde in einer Försterfamilie geboren. Im Alter von 17 Jahren legte er das Notabitur ab und diente im Ersten Weltkrieg. Er studierte Forstwissenschaft in Gießen, Hann. Münden, Rostock und München. Nach den Staatsexamina 1922 und 1924 folgten die Promotion bei Max Endres in München und die Habilitation in Hann. Münden. Er leitete das Staatliche Forstamt Witzenhausen. 1927 wurde er Professor an der Forstakademie Hann. Münden, 1929 in den Stand des ordentlichen Professors erhoben. Er baute dort das Institut für biologische Holzforschung auf. Von 1928 bis 1940 war er zugleich Leiter des Forstamtes Bramwald. 1931 unternahm er eine Vortragsreise in die USA. Von 1937 bis 1940 war er als Sachverständiger in der Türkei und baute die forstlichen Fakultät an der Universität Ankara auf. Daneben hatte er einen Lehrauftrag an der Universität Istanbul. Dann diente er als Offizier in der Wehrmacht an der Ostfront, wobei er 1942 Ideen zur Aufforstung der ukrainischen Steppe vorlegte, die auf die Zustimmung des Generalforstmeisters Friedrich Alpers stießen. 1944 wurde Mayer-Wegelin an die Hochschule für Bodenkultur in Wien berufen.
1948 wirkte er zunächst mit einem Lehrauftrag an der Universität Hamburg, später als Honorarprofessor, 1949 berief ihn die Universität Göttingen wieder auf die Professur für Holzbenutzung und Waldwegebau, 1955/56 wechselte er erneut nach Hamburg und wurde zum Leiter des Instituts für Holzbiologie in der Bundesforschungsanstalt für Forst- und Holzwirtschaft, wo er auch Präsidierender Direktor war. 1962 wurde er emeritiert.
Mayer-Wegelin befasste sich mit Fragen der Holzqualität, löste das Problem der optimalen Ästung und erörterte die Holznutzung.
Er unterzeichnete im November 1933 das Bekenntnis der deutschen Professoren zu Adolf Hitler.

## Ehrungen
- Ehrenmitgliedschaft des Bundes Deutscher Holzwirte.

## Schriften
- Ästung, M. & H. Schaper, Hannover 1936.
- Das Aufästen der Waldbäume, M. & H. Schaper, Hannover 1952.
- mit Reinhard Trendelenburg: Das Holz als Rohstoff, 3. Aufl., Hanser 1955.